# Goudhaver
Goudhaver (Trisetum flavescens) is een vaste plant, die behoort tot de grassenfamilie (Poaceae). De soort komt van nature voor in Europa, Zuidelijk Centraal-Azië, in de Kaukasus en Noordwest-Afrika en is vandaar uit verspreid naar Noord-Amerika en Nieuw-Zeeland.. Goudhaver staat op de Nederlandse Rode lijst van planten als een soort die in Nederland algemeen voorkomend en matig afgenomen is. Het aantal chromosomen is 2n = 36.
De plant wordt 30-60 cm hoog met rechtopgaande stengels, die al of niet op de knopen behaard zijn. De aan de bovenzijde behaarde bladeren zijn 3,5-12 cm lang en 2-5 mm breed en hebben gewimperde randen. De onderste bladscheden zijn meestal dicht en zeer lang behaard met vaak teruggeslagen haren. Het 1-2 mm lange tongetje heeft een fijn getande rand.
De plant bloeit in juni met een 10-20 cm lange, los uitstaande pluim. Na de bloei is de pluim samengetrokken. De 5-7 mm lange, glanzige, ronde, geelachtige aartjes hebben drie of vier bloemen en een behaarde as. De kelkkafjes zijn gekield. Het onderste, 2,7 mm lange kelkkafje is éénnervig en het bovenste, 5,2 mm lange kroonkafje is drienervig. Het onderste, 5,4 mm lange kroonkafje heeft een gespleten top en een geknikte, 5-7 mm lange kafnaald. Het bovenste, 3,9 mm lange kroonkafje heeft ook een gespleten top. De drie meeldraden zijn 1,3-2,5 mm lang.
De vrucht is een graanvrucht.

## Voorkomen
Goudhaver komt voor in vochtige, bemeste graslanden, bermen en op dijken.

## Plantengemeenschap
Goudhaver is een indicatorsoort voor het mesofiel hooiland (hu) subtype Glanshavergrasland, een karteringseenheid in de Biologische Waarderingskaart (BWK) van Vlaanderen en het Brussels Hoofdstedelijk Gewest.

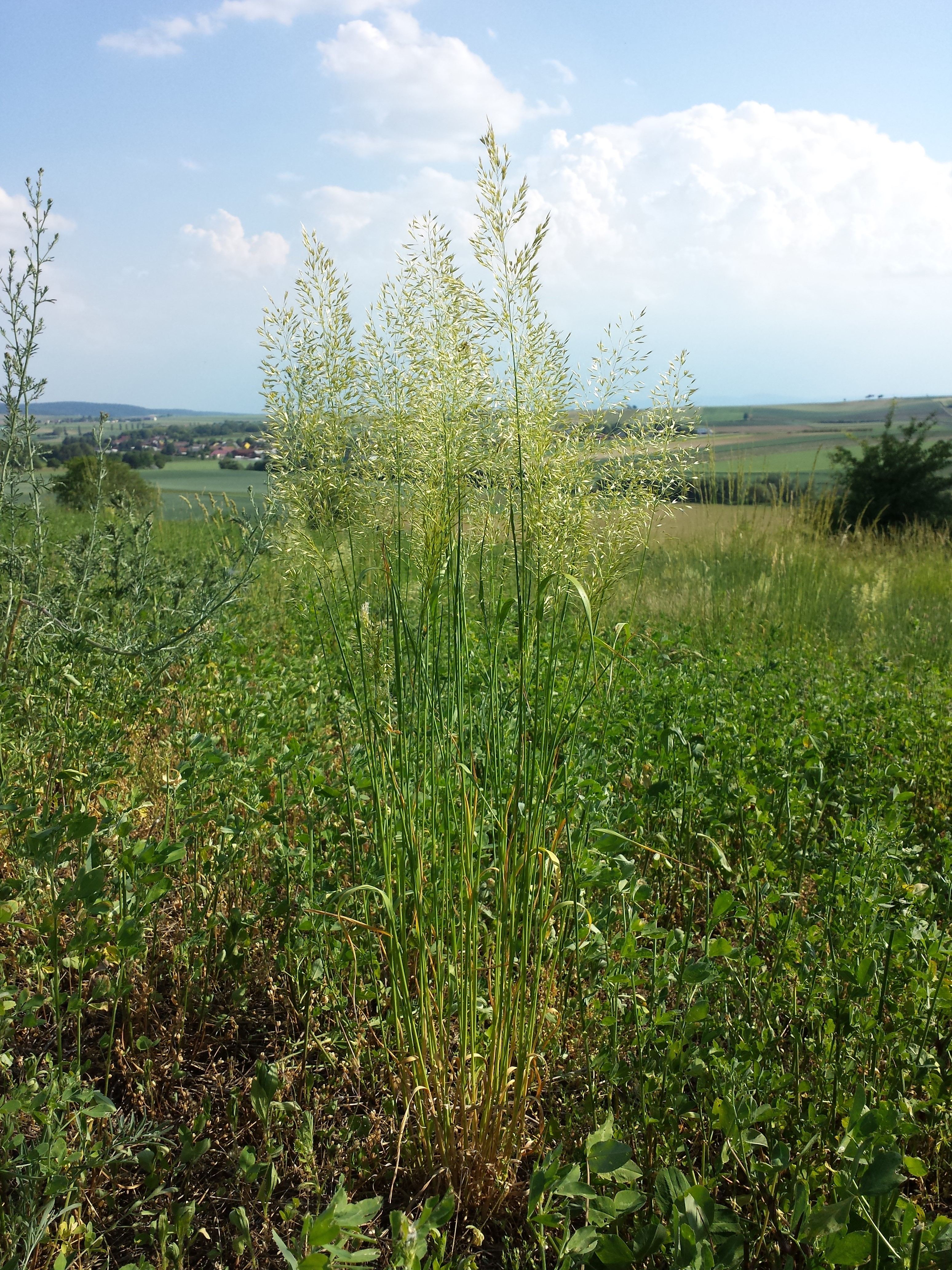
Plant
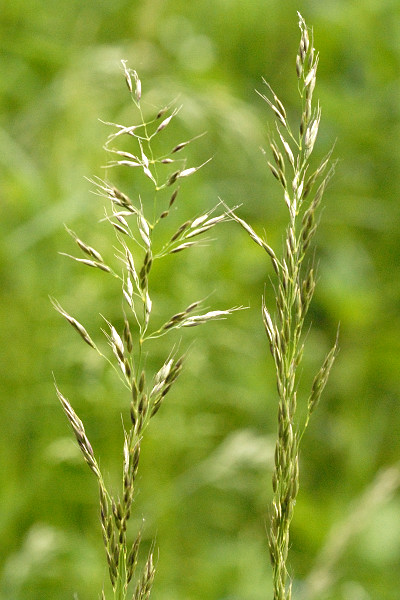
Pluim
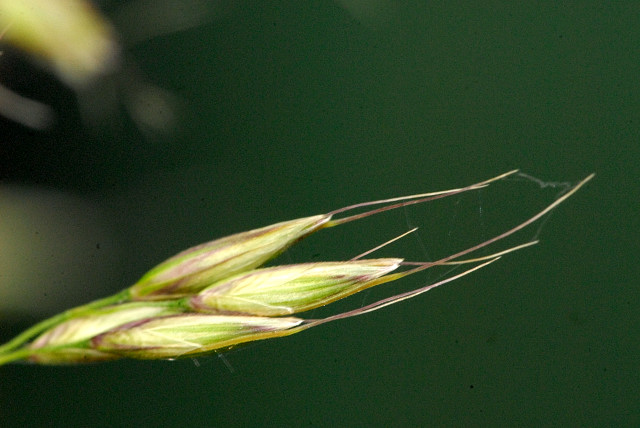
Aartjes
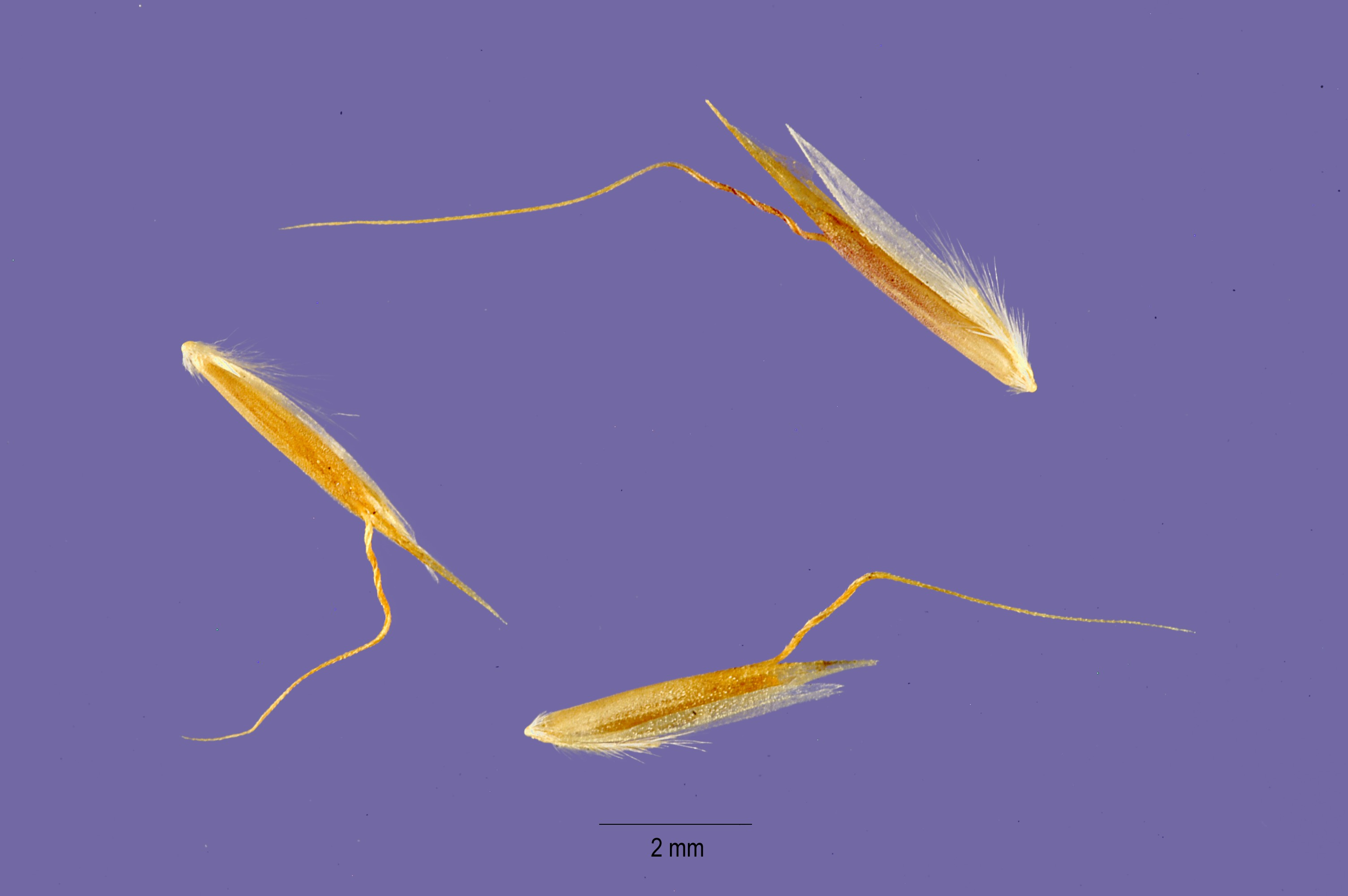
Vruchten